# Dwars door de Westhoek 2018
La 10e édition du Dwars door de Westhoek a eu lieu le 3 juin 2018. La course fait partie du calendrier international féminin UCI 2018 en catégorie 1.1 et de la Lotto Cycling Cup pour Dames 2018. Elle est remportée par la Vietnamienne Thi That Nguyen.

## Présentation

### Parcours
La course débute par une partie en ligne se dirigeant vers le sud. Le Mont rouge est escaladé trois fois à mi-course. Le parcours revient vers Boezinge et y effectue trois tours d'un circuit local long de 11,8 km.

### Équipes
| Équipes féminines professionnelles (10)- Alé Cipollini - Doltcini-Van Eyck Sport - Still Bike Team A.S. Dilettantistica - Experza-Footlogix - Health Mate-Cyclelive Team - Lotto Soudal Ladies - Mitchelton-Scott - Parkhotel Valkenburg-Destil - Valcar PBM - WaowDeals Équipes nationales (2)- Belgique - Grande-Bretagne Équipe féminines amateur (17)- Autoglas Wetteren - d.velop cloud-cycle cafe ladies - Loving potatoes-de Jonge Renner - Equano-Wase Zon - Gesundshop24.de - Hoop Op Zegen Beveren - Isorex - Jan van Arckel - Jos Feron Lady Force - Keukens Redant - Maaslandster Veris CCN - Memorial Santos-Fupep - Restore - Swaboladies.nl - Team Drenthe - Team Stuttgart - Wielerclub de sprinters Malderen |
| |

## Récit de la course
La course se conclut au sprint.

## Classements

### Classement final
| \| Classement général \| Classement général \| Classement général \| Classement général \| Classement général \| \| Coureuse \| Coureuse \| Pays \| Équipe \| Temps \| \| ------------------ \| ------------------------- \| ------------------ \| -------------------------- \| ------------------ \| \| 1re \| Nguyễn Thị Thật \| Viêt Nam \| Centre mondial du cyclisme \| 3 h 14 min 20 s \| \| 2e \| Lorena Wiebes \| Pays-Bas \| Parkhotel Valkenburg \| + 0 s \| \| 3e \| Elisa Balsamo \| Italie \| Valcar PBM \| + 0 s \| \| 4e \| Maria Giulia Confalonieri \| Italie \| Valcar PBM \| + 0 s \| \| 5e \| Sara Mustonen \| Suède \| Experza-Footlogix \| + 0 s \| \| 6e \| Jessica Roberts \| Royaume-Uni \| Grande-Bretagne \| + 0 s \| \| 7e \| Lotte Kopecky \| Belgique \| Lotto Soudal Ladies \| + 0 s \| \| 8e \| Sarah Roy \| Australie \| Mitchelton-Scott \| + 0 s \| \| 9e \| Agnieszka Skalniak-Sójka \| Pologne \| Experza-Footlogix \| + 2 s \| \| 10e \| Demi de Jong \| Pays-Bas \| Lotto Soudal Ladies \| + 2 s \| |                           |             |                            |                 |
| |                           |             |                            |                 |
| Source : ProCyclingStats |                           |             |                            |                 |
| Classement général |                           |             |                            |                 |
| Coureuse | Coureuse                  | Pays        | Équipe                     | Temps           |
| 1re | Nguyễn Thị Thật           | Viêt Nam    | Centre mondial du cyclisme | 3 h 14 min 20 s |
| 2e | Lorena Wiebes             | Pays-Bas    | Parkhotel Valkenburg       | + 0 s           |
| 3e | Elisa Balsamo             | Italie      | Valcar PBM                 | + 0 s           |
| 4e | Maria Giulia Confalonieri | Italie      | Valcar PBM                 | + 0 s           |
| 5e | Sara Mustonen             | Suède       | Experza-Footlogix          | + 0 s           |
| 6e | Jessica Roberts           | Royaume-Uni | Grande-Bretagne            | + 0 s           |
| 7e | Lotte Kopecky             | Belgique    | Lotto Soudal Ladies        | + 0 s           |
| 8e | Sarah Roy                 | Australie   | Mitchelton-Scott           | + 0 s           |
| 9e | Agnieszka Skalniak-Sójka  | Pologne     | Experza-Footlogix          | + 2 s           |
| 10e | Demi de Jong              | Pays-Bas    | Lotto Soudal Ladies        | + 2 s           |

### Points UCI
| Position           | 1er | 2e | 3e | 4e | 5e | 6e | 7e | 8e | 9e | 10e | 11e | 12e | 13e à 15e | 16e à 25e |
| Classement général | 125 | 85 | 70 | 60 | 50 | 40 | 35 | 30 | 25 | 20  | 15  | 10  | 5         | 3         |

## Organisation et règlement

### Organisation
Le président de l'organisation est Geert Geeraert.

### Primes
Les prix suivants sont distribués :
| Position | 1er   | 2e    | 3e    | 4e    | 5e    | 6e    | 7e    | 8e    | 9e    | 10e  |
| Prix     | 380 € | 330 € | 270 € | 170 € | 150 € | 140 € | 130 € | 120 € | 110 € | 60 € |

Les coureuses placées de la 11e à la 20e place  repartent avec 60 €.